# Leichtathletik-Europameisterschaften 2010/Teilnehmer (Türkei)

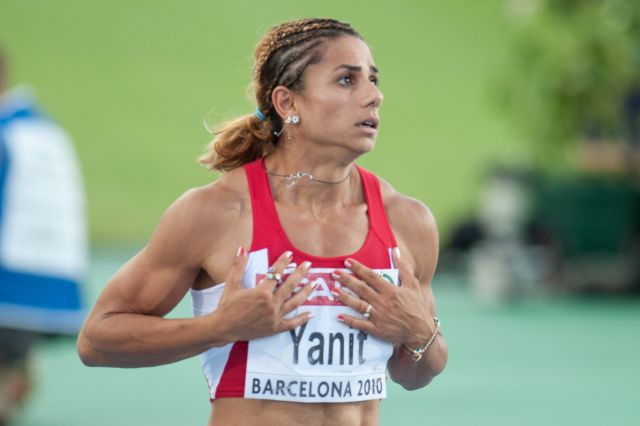
Die Überraschungssiegerin im 100-Meter-Hürdenlauf Nevin Yanıt

Die Türkei meldete 21 Sportler, acht Männer und dreizehn Frauen, für die Leichtathletik-Europameisterschaften 2010 vom 27. Juli bis zum 1. August in Barcelona.
| Wettbewerb        | Männer                                                      | Frauen                                                      |
| ----------------- | ----------------------------------------------------------- | ----------------------------------------------------------- |
| 100 m             | İzzet Safer (30. Platz)                                     |                                                             |
| 200 m             | İzzet Safer (30. Platz)                                     | Meliz Redif (25. Platz)                                     |
| 400 m             |                                                             | Meliz Redif Pınar Saka                                      |
| 800 m             |                                                             | Merve Aydın                                                 |
| 1500 m            |                                                             | Aslı Çakir Sultan Haydar Binnaz Uslu                        |
| 5000 m            | Halil Akkaş Mert Girmalegese Kemal Koyuncu                  | Elvan Abeylegesse Alemitu Bekele Meryem Erdoğan             |
| 10.000 m          | Kemal Koyuncu                                               | Elvan Abeylegesse Meryem Erdoğan                            |
| 3000 m Hindernis  |                                                             | Binnaz Uslu                                                 |
| 100 m Hürden      |                                                             | Nevin Yanıt                                                 |
| 400 m Hürden      | Tuncay Örs                                                  | Birsen Engin Özge Gürler                                    |
| Hochsprung        |                                                             | Burcu Ayhan                                                 |
| 4 × 100 m Staffel | Mustafa Delioğlu Hakan Karacaoğlu Sezayi Ozkaya İzzet Safer |                                                             |
| 4 × 400 m Staffel |                                                             | Merve Aydın Birsen Engin Özge Gürler Meliz Redif Pınar Saka |